# پیستی کاسا
پیستی کاسا (به اسپانیایی: Pisti Q'asa) یک کوه در پرو است که در Peru, Arequipa Region, La Unión Province, Peru واقع شده‌است. پیستی کاسا ۵٬۰۰۰ متر بالاتر از سطح دریا واقع شده‌است.